# 魏勒巴赫
魏勒巴赫是德国莱茵兰-普法尔茨州的一个市镇。总面积16.00平方公里，总人口4446人，其中男性2125人，女性2321人（2011年12月31日），人口密度278人/平方公里。